# Enfrentamientos en Colima
Los Enfrentamientos en Colima fueron una serie de ataques armados entre grupos del crimen organizado entre el Cártel de Jalisco Nueva Generación (CJNG) y Los Mezcales y el Cártel Independiente de Colima, células criminales locales que escindieron del CJNG. Las autoridades ven como punto de inicio el motín que sucedió el 25 de enero en el Centro de Reinserción Social (CERESO) ubicado en la capital del estado donde nueve reos murieron y 8 más resultaron heridos y muestra de las tensiones entre el CJNG y otras células delincuenciales.

## Antecedentes
El estado de Colima ha sido escenario de un aumento de violencia entre grupos del crimen organizado, lo que ocasiono que en 2021 el estado registrara una media de 34.45 homicidios por 100 mil habitantes. Entre enero y junio del 2021 se han registrado 252 homicidios dolosos en la entidad, 18% menos que los reportados en el mismo periodo del 2020 (310). Por otra parte, a junio del 2021, 283 personas fueron víctimas de este delito: 259 hombres y 24 mujeres, siendo octubre fue el mes más violento. Este aumento de violencia ocurre gracias a que el estado de Colima se convirtió en un puerto estratégico, en el cual el CJNG coordinan el suministro de cocaína desde Colombia en el puerto de Manzanillo.
Autoridades apuntan como punto de inicio a la violencia en el estado un motín ocurrido 25 de enero dentro del Centro de Reinserción Social de Colima, que dejó como saldo nueve reclusos muertos y ocho heridos, confirmándose que dentro del penal reos usaron armas de fuego durante el motín. Autoridades confirmaron que el motín fue provocada por el CJNG, así como los responsables de traficar las armas hacía el penal. También durante este proceso José Bernabé Brizuela Meraz alías “La Vaca” se distancia del CJNG.

## Inicio de la violencia

### Febrero
El 8 de febrero del 2022, varias narcomantas amanecieron en varias zonas del estado en las cuáles claman que la célula de Los Mezcales no habían acatado una supuesta orden de ejecución Indira Vizcaíno Silva, además de otros casos de desobediencia entre las filas de estas células delincuenciales. Desde el día anterior, habitantes habían reportado una serie de enfrentamientos tomaron lugar en varios puntos de la capital. Algunos testigos mencionan que escucharon al menos 250 disparos. También son reportadas las agresiones contra tres casas, dos en Colima, de una de ellas se llevaron a una persona, y otra en Villa de Álvarez, propiedad de un exdiputado, la ejecución a un hombre en la capital y el descubrimiento de una bolsa con restos humanos y una narcomanta en Coquimatlán.
La violencia ocurrida durante los dos días anteriores ocasiono que varios planteles educativos suspendieran clases, esto para salvaguardar la seguridad de los estudiantes, y también algunos negocios optaron por la misma medida. Ante el repunte de violencia, las alcaldesas del municipio de Colima y Villa de Álvarez aseguró que las secretarías de la Defensa Nacional (SEDENA), de Marina (Semar), la Guardia Nacional trabajan en conjunto para detener los actos violentos. El 11 de febrero dos cadáveres fueron abandonados dentro de un vehículo cerca de las instalaciones de la Facultad de Medicina de la Universidad de Colima. Los occisos tenían impactos de arma de fuego en cabeza y tórax. Autoridades confirmaron que para el 12 de febrero se habían confirmado 17 muertos, 10 narcomensajes y cinco casas rafagueads.
Ante la ola de inseguridad, estudiantes y profesores lanzaron una petición en Change.org para que las autoridades atiendan la Protección y seguridad para los estudiantes colimenses, así como negarse a ir a clases hasta que la situación de seguridad mejore. El 14 de febrero se registran varios enfrentamientos en la capital y algunos municipios, dejando como saldo varios incendios provocados en vehículos y propiedades. El 17 de febrero, la gobernadora Indira Vizcaíno Silva confirmó que en operativos contra la delincuencia se han detenido a más de 54 sospechosos de haber participado en hechos de violencia, también confirmando el arribo de 615 elementos federales adicionales, de los cuales 224 pertenecen a la Sedena, 320 a la GN y 71 a la Marina.
Para el 24 de febrero, autoridades confirmaron que más de 47 personas han muerto desde el inicio de los enfrentamientos en el estado. Durante la conferencia matutina del 25 de febrero, el presidente Andrés Manuel López Obrador hizo mención sobre la situación de violencia en la región, mencionando que se han desplegado más de 3,600 elementos al estado.

### Marzo
Es detenido en Zapopan, Jalisco, Aldrin Miguel Jarquín alias "El Chaparrito" líder del regional del CJNG en Colima, y quién autoridades mexicanas y estadounidenses le atribuyen el control del puerto de Manzanillo para la introducción y el tráfico de estupefacientes. Este mismo día "El Chaparrito" obtuvo una suspensión de plano en el juicio amparo, esto para atrasar su posible juicio y extradición. La detención de "El Chaparrito" ocasiono una serie de narco bloqueos y ataques a tiros en diversos puntos de la capital. El 19 de marzo es ejecutado Christian Otoniel Padilla Montes, efectivo de la Policía Estatal Preventiva del estado de Colima, quien estaba comisionado a la Unidad de Investigaciones de la Dirección General de Inteligencia de la Secretaría de Seguridad Pública del estado. Dos días después se registró un enfrentamiento entre miembros de la Guardia Nacional y policías contra civiles armados. El enfrentamiento dejó como resultado un policía herido y un detenido. A inicios del mes círculo en redes sociales audio en el que supuestamente el Cártel de Sinaloa se deslindan de ser aliados del grupo criminal "Los Mezcales". El 26 de marzo, cinco personas fueron ejecutados en varios puntos del estado.

### Abril
Un enfrentamiento entre civiles armados y miembros de la Policía Estatal Preventiva dejó como saldo un oficial muerto y otro herido, siendo el cuarto agente caído en servicio en el año. El mes de abril fue registrado como el mes más violento con 30 asesinatos en los primeros ocho días del mes,